# Charles Bean
Charles Edwin Woodrow Bean (nevét általában C. E. W. Bean-ként használták, használják) (1879. november 18. – 1968. augusztus 30.) ausztrál első világháborús haditudósító és történész.
Nevéhez az Official History of Australia in the War of 1914–1918 [Ausztrália hivatalos története az 1914-1918-as háborúban] 12 kötetes könyvének megszerkesztése köthető, továbbá jelentős szerepe volt az Ausztrál Háborús Emlékmű megvalósításában; valamint ő teremtette meg, és népszerűsítette az ANZAC legendát.

## Ifjúkora
Bean Bathurstben (New South Wales, Ausztrália) született Edwin Bean tisztelendő fiaként, aki az All Saints' College igazgatója volt. 1889-Ben családjával Angliába költözött, Essex városába, a Brentwood iskolában tanult, ahol apja igazgató volt, majd 1894-től a Clifton Főiskolán, Bristolban tanult, mielőtt győztes ösztöndíjjal 1898-ban át nem ment a Hertford Főiskolára, Oxfordba, ahol MA és B. C. L. képzésen vett részt, diplomáját 1903-ban kapta meg. 1904-ben visszatért Ausztráliába, és a Sydney Grammar School-ban tanított, ezt követően mint jogi asszisztens dolgozott az országos circuit-ben, 1905-től 1907-ig. 1907 májusában Lemondott pozíciójáról Mr. Justice Owen javára, majd eddigi tapasztalatiról A Sydney Morning Herald cikksorozatában számolt be. 1908 júniusában csatlakozott a Sydney Morning Herald-hoz, mint riporter. 1909 közepéig megrendelt cikkeket írt, első publikált írása három heti részletben jelent meg "The Wool Land" ['A gyapjú föld'] címen. Ezekben az időkben New South Wales Outback [,,Isten háta mögötti"] részére utazott, a Jandra nevű gőzhajóval kétszer is, mely útjáról Dreadnought of the Darling című regényében beszélt, ami 1910-ben folytatólagosan jelent meg a Sydney-Mail-ben, majd 1911-ben jelent meg könyv formájában. 1911-ben és 1912-ben ő volt a Herald's londoni tudósítója. Kihasználva az alkalmakat számos olyan cikket készített, amiket kiegészítve következő könyvét, a Flagships Three-t készítette el, mely kedvező kritikákat kapott.

## Az I. világháború
Miután 1914. augusztus 4-én a Brit Birodalom hadat üzent a német Birodalomnak, Bean az Australian Imperial Force (Anzac) hivatalos haditudósítója lett, miután, az Ausztrál Újságírók Szövetségének ülésén, egy szavazás során Keith Murdoch tudósítót épphogy legyőzte. Az Anzac (Australian Imperial Force) parancsnokától azt a megbízást kapta, hogy számoljon be az első világháború során történő minden nagyobb szabású hadjáratról, amiben ausztrál katonák vettek részt.

### A gallipoli offenzíva
Bean néhány órával az első csapatok partraszállása után, 1915. április 25-én, reggel 10 órakor érkezett meg az Anzac-öbölbe, ettől kezdve a hadjárat nagy részéről sajtóközleményeket írt az ausztráloknak.
Mint haditudósító Charles Bean pontos, alapos volt, de hiányzott belőle az angol haditudósítók, mint például Ellis Ashmead-Bartlett izgalmas, narratív stílusa - akinek első tudósításait 1915. május 8-án adták közzé az ausztrál lapok (megelőzve Beant, az ausztrál lapok hivatalos tudósítóját.) Mivel a gallipoli eseményekről szóló jelentések iránti igény egyre növekedett az ausztrál otthonok közönségében, a hazai újságok, mint például The Age és The Argin nem közölte többé Bean cikkeit, mert nem kedvelték a stílusát.
Május elején Bean a Helles fokra érkezett a II. gyalogdandárral, akiknek feladata a második Krithia-i ütközetben való részvétel volt. Amikor 1915. május 8-án az egységet felszólították az előrenyomulásra, Bean elhagyva a tartalékos állásokat a katonákkal tartott a támadás kiindulási pontjáig; ez volt az első alkalom, hogy ellenséges tűzben és tüzérségi ágyúzásban találta magát. Felterjesztették a hadikereszt kitüntetésének megkapására, egy sebesült katona megmentéséért a tűzpárbaj során; de az érdeméremre nem volt jogosult, mivel rangfokozata ,,honorary millitary rank" volt [Azaz nem hivatalos katonai rangfokozata volt, hanem egy tiszteletbeli, a háború idejére és az ott betöltött szerepére vonatkozó tisztség.]. E küzdelmek során Bean felhagyott megfigyelő státuszával, és bevonta magát az eseményekbe azzal, hogy üzeneteket hordozott a dandárparancsnok, James M'Cay és a katonákkal harcoló tisztek között, továbbá többször átment a harctéren, hogy a kiszáradt katonáknak vizet hozzon és segítsen a sebesültek elszállításában: beleértve az Anzac VI. zászlóaljának parancsnokát, Walter McNicol alezredes megmentését.
1915. augusztus 6-ának éjszakáján Bean lábát eltalálta egy török golyó, míg a dandártábornok, John Monash IV. gyalogos dandár menetoszlopát követte a Sari Bair-i csata ,,megnyitóján". A sebesülés ellenére nem volt hajlandó elhagyni a félszigetet, és folytatta tudósításait a kudarcba fulladt Gallipoli hadjárat végső fejezetéről, a vereségről, és a Brit birodalmi csapatok félszigetről való visszavonásáról. Bean 1915 december 17-ének estéjén hagyta el Gallipoli-t, két nappal az Anzac-öbölben tartózkodó csapatok teljes evakuációjának befejezése előtt. 1919-ben, a háború után tért vissza újra a félszigetre az Australian Historical Mission csapatával.

### A nyugati front

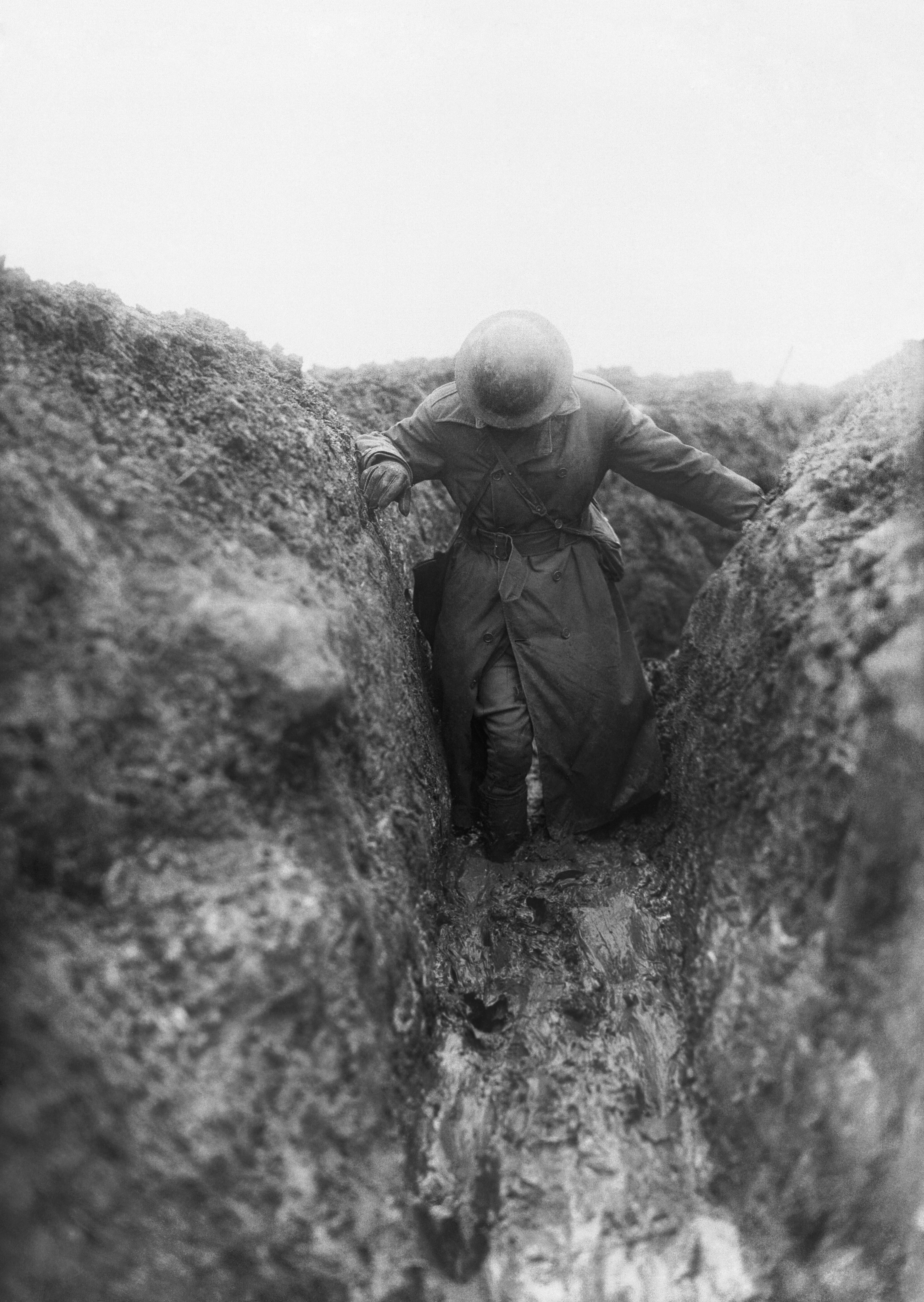
Bean egy Gueudeourt közelében lévő lövészárok hálózat sarában. Franciaország, Somme, 1916-17 tele.

1916-ban Bean és azAnzac csapatai a mediterrán hadszíntérről Franciaországba kerültek át a vesztes Gallipoli hadjárat után. Itt beszámolt minden ütközetről, melyekben az Ausztrálok szerepet kaptak; első kézből figyelhette meg a "háború ködét", a parancsnokság, és az elülső állásokban elhelyezkedő alakulatok közötti kommunikáció fenntartásának nehézségeit; a frontvonal csapatainak elszigetelődését; valamint a technológiai problémákat, melyek a gyalogság és más egységek között, így például a tüzérséggel, és a minden szárnyon elszeparált egységekkel való kapcsolatban jelentkeztek. Jelentéseiben részletesen bemutatta, hogy a frontvonal katonáinak, illetve az elfogott németeknek az események tényleges alakulásával kapcsolatos beszámolóik olykor félrevezetőek lehettek, mivel korlátozott nézőponttal rendelkeztek a csatatéren és sokkhatásként érte őket a tüzérségi tűz pusztítása.
Az Anzac nyugati fronton való szolgálata idején Bean elkezdett gondolkodni az ausztrál konfliktus tapasztalatainak történelmi megőrzéséről, a harci események összegyűjtéséről; továbbá egy állandó múzeumról és egy nemzeti, háborús emlékmű létrehozásáról. Ezzel párhuzamosan, Bean gondolataival összhangban 1917. május 16-án létrejött az "Australian War Records Section", John Treloar százados vezetésével, azzal a céllal, hogy vezényelje a konfliktussal kapcsolatos dokumentumok és tárgyi emlékek összegyűjtését. A szakosztály munkáját elősegítendő: hozzájuk rendelték az ausztrál mentő alakulatot ["Australian Salvage Corps"], akik feladata a csatatér törmelékei közül, és a roncsokból kiemelt, történelmi jelentőségűnek ítélt tárgyak azonosítása, és feldolgozása volt.)
Bean az ausztrál kormánytól kapott egy 15 fontos ruházati juttatást, személyes ruházkodására. Lova, és hozzá nyerge is volt. Arthur Bazley közlegény volt a tisztiszolgája, akivel jó barátokká lettek.
Bean befolyása az ausztrál erőfeszítések közepette, a háború előrehaladtával folyamatosan nőtt, ezt kihasználva vitát kezdett az Ausztrál Kormánnyal - sikertelenül - John Monash tábornok 1918-as, ausztrál hadtest parancsnoksági kinevezése ellen. A háború alatt Bean rejtve antiszemita volt, így Monash zsidó fajiságát kifogásolta, véleménye szerint Monash csak egy ,,tolakodó zsidó" volt, kivételes pozícióját így elvesztette. Monash megharagudott Bean-re, amiért nem adta meg neki azt a jutalmat, amit a Gallipoli hadjárat után jogosnak vélt. Bean nem bízott Monash személyében, naplójában ezt írta róla: ,,Nem akarjuk, hogy Ausztráliát egy olyan férfi képviselje, akit főként átlagos képességei, és zsidó származása miatt toltunk előre a ranglétrán." Bean azt szerette volna, hogy a vezérkari főnökség kinevezését Brudenell White, a Gallipoli visszavonulás sikeres kivitelezője, vagy William Birdwood, az Anzac Gallipoli-n állomásozó csapatait vezető angol parancsnok kapta volna. Annak ellenére, hogy ellenezte Monash kinevezését, később elismerte vezérkari sikereit, megjegyezve róla, hogy jobb hadtest parancsnok, mint egy dandártábornok; elismerte továbbá, hogy a döntéseket befolyásoló szerepe helytelen volt.
Bean testvére altatóorvos volt, és a nyugati front orvosi alakulatának vezetője.

## A háború után

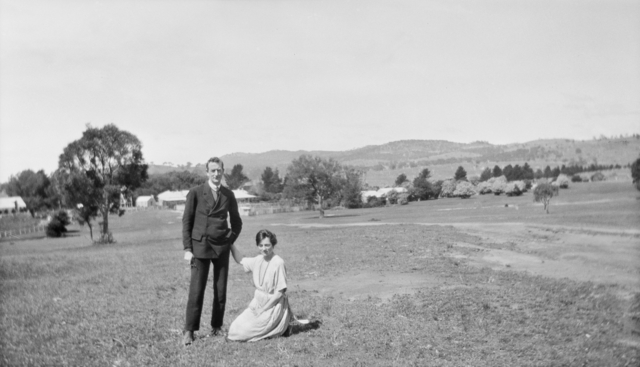
Charles Bean és Effie Bean. Tuggeranong (Ausztrália). 1919 és 1925 között.

1916-ban a brit haditanács beleegyezett abba, hogy pénzzel támogatja a birodalom történészeit egy háborús napló összeállításához, amiben a brit birodalom összes hadserege szerepelne, valamint azok a parancsnokok, akik a gyarmatok oldalán harcoltak; beleértve a "British Expeditionary Force" parancsnokságát is. A háború végére a Birodalmi Védelmi Bizottság (CID - Committee of Imperial Defence) kevésbé volt hajlandó nyilvánosságra hozni ezeket az információkat, talán attól tartva, hogy a háború vezetőségét kritizálnák vele. Hat év kitartása kellett, hogy Bean végül engedélyt kapjon, és még három év, a hatalmas mennyiségű dokumentum feldolgozására. Bean olyan erőforrásokhoz jutott, amit eddig a CID történeti osztálya a többi brit történésztől megtagadott.
Bean vonakodott értékeit személyes vagy politikai célokra felhasználni. Munkájában nem engedte befolyásolni magát a brit hivatalos történész Sir James Edmonds javaslatai és kritikái alapján. Edmonds a következőket jelentette a CID-nek: "Bean elbeszélésének általános tónusa túl komor a Birodalom szempontjából." Valószínűsíthető, hogy független (azaz nem "birodalom hű") álláspontja miatt, tiltották el V. György brit király kitüntetéseitől, annak ellenére, hogy a háború alatt az ausztrál hadtest két parancsnoka is felterjesztette őt ezekre. Bean-t nem a személyes dicsőség motiválta, évekkel később, amikor felajánlották neki lovagi címet - visszautasította.
1919-ben Bean vezette az Australian Historical Mission-t, az-az, az Ausztrál Történelmi Missziót a Gallipoli félszigeten; újra meglátogatva az 1915-ös csatateret. Végigjárta azokat a területeket, ahol néhány híres csatát vívtak, mint például: Lone Pine és the Nek környékét, ahol megtalálta a könnyűlovasság tagjainak csontjait, amik még mindig ott feküdtek, ahol 1915. augusztus 7-én feküdtek. Az Australian Flying Corps ['Ausztrál repülős hadtest'], (egyike azoknak a kevés ausztrál egységeknek, amelyek Németország megszállásában részt vettek) megbízta Bean-t és csapatát, hogy szerezzenek német repülőket, és vigyék Ausztráliába; végül egy Pfalz D.XII és egy Albatros D.Va vittek haza.

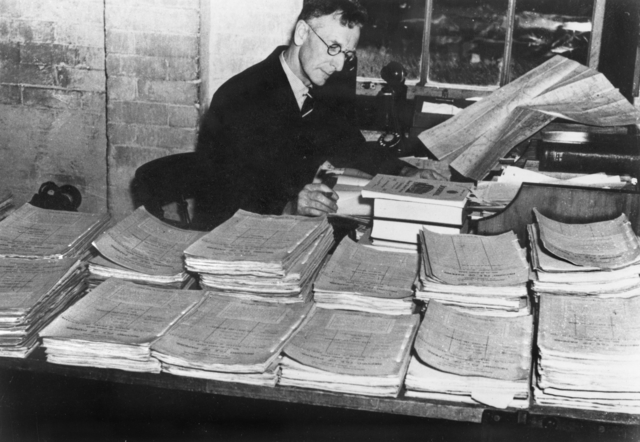
Bean a hadsereg dokumentumainak tanulmányozása közben, az "Official History" összeállítása során, 1935.

1919-ben, Ausztráliába való visszatérése után Bean egy kutatócsapattal elkezdett dolgozni az Official History of Australia in the War of 1914–1918 - többkötetes könyvön; az első kötet, ami az Anzac létrehozásáról, és az Anzac öbölben történő partraszállásról szólt 1921-ben készült el, 21 évvel az utolsó, 12. kötet elkészülte és publikálása előtt. Bean az első hat kötet szerzője volt. 1946-ban publikálta Anzac to Amiens című, az Official History tömörített változatát; ez volt az egyetlen könyve, amelynek birtokolta a szerzői jogát, és jogdíjat is kapott érte.
Bean stílusa különbözött az eddigi háborús történetírókétól. Részben újságírói hátterét tükrözi, hogy egyszerre foglalkozott a "kis emberekkel" és az első világháború nagy témával. Az ausztrál hadsereg kontingensének kisebb mérete (240 ezer) lehetővé tette számára, hogy a legtöbb esetben az egyének szintjén írjon az eseményekről, tehát az ausztrál hadsereg története Bean szempontjából a politikusok és tábornokok mellett az egyén, az egyszerű ember története is volt. Bean-t elbűvölte az ausztrál ember jelleme, így a történelmet arra használta, hogy leírja, és valamilyen módon megteremtse az ausztrál ember idealizált karakterét, - ez a nézőpont brit eredetre tekint vissza, mégis elszakad a társadalom korlátozásaitól. "Ennek az egyéni jellemnek köszönhető - írta Bean - hogy Gallipoli hegységeit elfoglalták, és a hosszú délutánok és éjszakák során tartani tudták, amikor úgy tűnt, hogy minden rosszul megy."
Előítélete és törekvései ellenére - hogy a történelem a társadalom kinyilatkoztatója legyen - Bean aprólékosan jegyezte fel és analizálta a csatatereken történteket. Bevett módszere szerint először a háború, hadjárat kereteit vázolta fel, ezt követően pedig részletekbe menően írt az egyes csatákról. Miután ezeket leírta: az ausztrál parancsnokok távlataira, és az emiatt a frontvonalon harcoló katonákkal való szembenállás konfliktusaira tért ki (melyeket Bean általában még a helyszínen dokumentált.) Ezek után tovább ment és behatóan idézett a német (vagy török) feljegyzésekből, melyek ugyan azokról a csatákról szóltak, végül összegezte, hogy mi is történt valójában (gyakran igazságügyi technikákat használva, végigjárva a csatatereket a háború után). Minden olyan egyéni ausztrál áldozatot feltüntetett, akikkel kapcsolatban a halál körülményeiről bármilyen bizonyíték fellelhető volt. Ez még a viszonylag kis, 240 000 fős (ebből 60 000 halt meg) kontingensben is hatalmas feladat volt, különösen, mivel az ausztrálokat, a kanadaiakhoz hasonlóan, a brit parancsnokok támadó csapatokként alkalmazták ott, ahol a leginkább fenyegetett volt a frontvonal helyzete, vagy ott, ahol egy támadást kellett előkészíteni. Bean - egyedülállóan - végül is saját belevegyüléséről számolt be a parancsnokság Gallipoli-i hadműveletek döntéseibe, és az ausztrál hadtestparancsnokok kinevezésébe, úgy, hogy az utólagos bölcsesség kritikájával nem mentegetőzött.
Bean írásmódja behatóan befolyásolta a későbbi háborús történészeket, mint például Gavin Long-ot akit Bean javaslatára neveztek ki az Australia in the War of 1939–1945 történelmi sorozat szerkesztésére melyben az Észak-Afrikai, a Krétai, Új Guineai és Malajziai hadszíntérről úgy számol be, hogy hű marad Bean stílusához: az-az, az egyén történetét is elmondja, a nagyobb, egyetemes történet mellett.

## Az Ausztrál Háborús Emlékhely

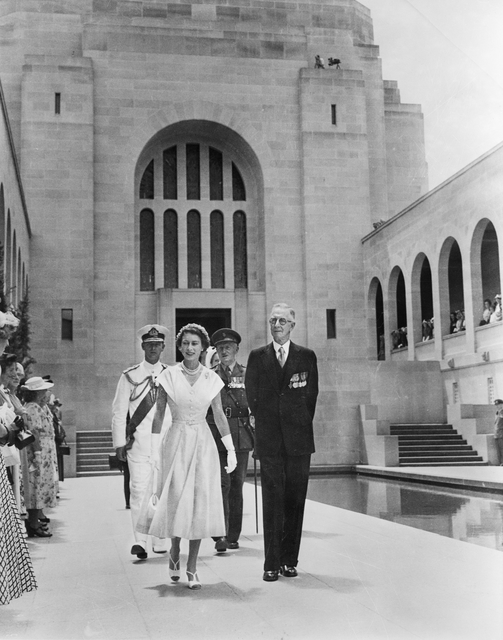
Bean II. Erzsébet, brit királynő kíséretében az Ausztrál Háborús Emlékhely meglátogatása során, 1954. február 16.

Charles Bean alapvető szerepet játszott az Ausztrál Háborús Emlékhely létrehozásában. Miután átélte az első világháborút, mint hivatalos ausztrál háborús történész, visszatérve Ausztráliába elhatározta, hogy létesít egy nyilvános kiállítást a háború relikviáival, és fényképekkel. Bean életének nagy részét a Canberra-ba tervezett Ausztrál Háborús Emlékhely megteremtésének szentelte; - mára az "emlékhely" egyike az ausztrál kultúra ikonikus színhelyeinek.
Bean már Európában, az Első Ausztrál Birodalmi Erővel töltött ideje alatt komolyan gondolkodott egy ausztrál háborús múzeum szükségességéről. Egy közeli barátja, A. W. Bazley ezekről az időkről így emlékezett vissza: "Többször beszélt arról, hogy gondolatai egy jövőbeli ausztrál háborús emlékmúzeumról szólnak." Bean egy olyan emlékművet képzelt el, amely nem csak nyomon követi és feljegyzi a háború eseményeit, emlékeit, - hanem megemlékszik azokról az ausztrálokról is, akik hazájukért haltak meg a háború során.
1917-ben Sir George Pearce védelmi miniszterhez intézett javaslatai alapján megalakult az Ausztrál Emlékanyaggyűjtő Regiment (A.E.R.). Az A.E.R-t azért hozták létre, hogy biztosítsa az ausztrálok első világháborús irat- és tárgyi emlékeinek gyűjteményesítését. Ez az egység intézte a "relikviák" gyűjtését a csatatereken, valamint ők nevezték ki a hivatalos háborús fotósokat, és művészeket is. A nagy mennyiségű emlék, valamint fénykép és festmény gyűjtemény ma az Ausztrál Háborús Emlékhelyen látható. Az első világháborús festmények magas színvonala Bean "minőség-ellenőrzésének" tulajdonítható.
Az Ausztrál Háborús Emlékhely ma ismert épülete 1941-ben készült el. Az emlékhely weboldala az építési terveket úgy jellemzi, mint egy "kompromisszum egy lenyűgöző műemlék vágya és a 250 000 fontos költségvetés között." Bean álma: az első világháborúban harcoló ausztrál katonák emlékhelyének megvalósítása végül megvalósult. Mindamellett azonban, amikor ráeszméltek, hogy a II. világháború nagysága megegyezik az elsőével, rájöttek, hogy az emlékműnek az eredeti szándék ellenére meg kell emlékeznie az ebben a konfliktusban harcoló katonákról is.
Az 1959-ben elkészült Ausztrál Háborús Emlékhely nem váltotta teljesen valóra Bean álmait. Bean azt akarta, hogy a háborút ne dicsőítsék, hanem azokat az embereket mutassák be akikre emlékeznünk kellene, akik harcoltak és meghaltak az országért. Bean erkölcsi alapelvei, mint ez, és az a tény, hogy az ellenségre nem szabad méltatlanul utalni, sok mással együtt - nagyban befolyásolta az Ausztrál Háborús Emlékhely elhatározásainak filozófiai szempontját, amit mindig vállalt és folytatni fog.

## Bibliográfia
- With the flagship in the South (1909) ['Zászlóshajón a Dél vidékén']
- On the Wool Track (1910) [A gyapjú nyomában']
- The Dreadnought of the Darling (1911) [A Darling Dreadnought-ja']
- Flagships Three (1913) ['A harmadik zászlóshajó'] [?]
- The Anzac Book (Ed., 1916) ['Az Anzac könyv']
- Letters from France (1917) ['Levelek Franciaországból']
- In Your Hands, Australians (1918) ['A kezetekbe, Ausztrálok']
- Official History of Australia in the War of 1914–1918 ['Ausztrália hivatalos története az 1914-1918-as háborúban']

- - Első kötet – Az Anzac története: az első fázis (1921)
  - Második kötet – Az Anzac története: 1915. május 4-étől az evakuációig (1924)
  - Harmadik kötet – Az Ausztrál Birodalmi Haderő Franciaországban, 1916-ban (1929)
  - Negyedik kötet – Az Ausztrál Birodalmi Haderő Franciaországban, 1917-ben. (1933)
  - Ötödik kötet – Az Ausztrál Birodalmi Haderő Franciaországban, 1917. decembere és 1918 májusa között (1937)
  - Hatodik kötet – Az Ausztrál Birodalmi Haderő Franciaországban, 1918 májusában: A fegyverszünet (1942)

(A további hat kötet, Bean különböző fokú részvételével, más szerzők munkája volt.)
- Anzac to Amiens (1946) [Az Anzac Amiensben]
- Here, My Son (1950) [Tessék, fiam!]
- Two Men I Knew (1957) [Két ember, akit ismertem]

## Családja
Charles Bean apja, Edwin Bean tiszteletes 1922-ben halt meg. Gyászjelentésében fia leírta apja számos eredményét, de hibáit is; a cikk a szokásos dicshimnuszok fölé emelkedett.
Anyja, Lucy Madeline Bean - született: Buttler - 1852-ben született, és 1942. március 18-án halt meg. Utolsó éveiket mindketten a Sandy Bay Roadon töltötték, Hobart városában, Tasmánia szigetén: a helyen, ahol születtek. Három gyermekük volt: Charles Edward Woodrow Bean M.A., B.C.L. (1879. november 18 – 1968. augusztus 30.), Dr. John Willoughby Butler Bean, orvos, B.A, M.D., B.Ch. (1880. január 1. – 1969.) és Montague Butler Bean (1884–1964) mérnök.
Charles Bean 1921. január 24-én házasodott össze Ethel Clara "Effie"-vel Tumbarumba-ban.

## Fordítás
Ez a szócikk részben vagy egészben  a   Charles Bean című angol Wikipédia-szócikk ezen változatának fordításán alapul.  Az eredeti cikk szerkesztőit annak laptörténete sorolja fel. Ez a jelzés csupán a megfogalmazás eredetét és a szerzői jogokat jelzi, nem szolgál a cikkben szereplő információk forrásmegjelöléseként.